# ReelTime.com
ReelTime.com es un servidor de video, streaming y TV bajo demanda situado en Seattle, Washington. Fue fundado como Reeltime Rentals Inc. en 2004 y dado a conocer en septiembre de 2006 a la vez que pusieron en marcha a su servicio en línea. La compañía es manejada por CEO Barry Henthorn, presidente Beverly Zaslow, y Mark Cramer el COO.
ReelTime.com proporciona 2500 películas y programas de televisión en su catálogo. Entrega estas selecciones a través de un jugador propietario que utilice elementos del establecimiento de una red entre iguales para reducir el ancho de banda que requieren sus servidores permitiendo que una porción de sus transferencias de archivo ocurra entre las máquinas de sus clientes (es decir, pares).
El 2 de julio de 2008, Reeltime Rentals Inc. tenía un valor de mercado del capital emitido de $2.64 millones. Para cuarto trimestre de 2006, su primer trimestre de operación en línea de las ventas y de la información más reciente disponible, la compañía divulgó un crédito de $1.490 dólares, dando por resultado una pérdida de EBITDA de $388.830 dólares.